# Reconquista (USA)
Reconquista kallas av vissa den process som sker i sydvästra USA. Man anser att mexikaner, på legala såväl som illegala vis, flyttar till denna del av USA för att skapa en mexikansk majoritet och slutligen åter hamna i mexikansk ägo. Motståndarna mot invandringen vill ha en mur uppförd på den mexikansk-amerikanska gränsen. Förespråkarna menar att det är rasistiskt att skilja på de olika invandrargrupperna och att en mur skulle leda till ökad fattigdom.